# Nuoto ai campionati mondiali di nuoto 2011 - 200 metri rana maschili
La specialità dei 200 metri rana maschili ai campionati mondiali di nuoto 2011 si è svolta presso lo Shanghai Oriental Sports Center di Shanghai, in Cina.
Le qualifiche per la semifinale si sono svolte la mattina del 28 luglio 2011, mentre la semifinale si è svolta la sera dello stesso giorno. La finale, invece, si è svolta la sera del 29 luglio 2011.

## Medaglie
| Posizione | Atleta             | Paese    |
| --------- | ------------------ | -------- |
| Oro       | Dániel Gyurta      | Ungheria |
| Argento   | Kōsuke Kitajima    | Giappone |
| Bronzo    | Christian Vom Lehn | Germania |

## Record
Prima della manifestazione il record del mondo (WR) e il record dei campionati (CR) erano i seguenti.
| Record mondiale       | 2'07"31 | Christian Sprenger Australia | 30 luglio 2009 Roma, Italia |
| Record dei campionati | 2'07"31 | Christian Sprenger Australia | 30 luglio 2009 Roma, Italia |

Nel corso della competizione non sono stati migliorati record.

## Batterie
| Pos. | Atleta                       | Nazionalità                   | Tempo   | Batteria | Corsia | Note        |
| ---- | ---------------------------- | ----------------------------- | ------- | -------- | ------ | ----------- |
| 1    | Giedrius Titenis             | Lituania                      | 2:10.33 | 5        | 2      |             |
| 2    | Christian Vom Lehn           | Germania                      | 2:10.67 | 8        | 5      |             |
| 3    | Eric Shanteau                | Stati Uniti                   | 2:10.77 | 8        | 3      |             |
| 4    | Dániel Gyurta                | Ungheria                      | 2:10.78 | 6        | 4      |             |
| 5    | Michael Jamieson             | Regno Unito                   | 2:11.06 | 7        | 3      |             |
| 6    | Kōsuke Kitajima              | Giappone                      | 2:11.17 | 7        | 4      |             |
| 7    | Mike Brown                   | Canada                        | 2:11.51 | 6        | 8      |             |
| 8    | Andrew Willis                | Regno Unito                   | 2:11.59 | 7        | 6      |             |
| 9    | Melquíades Álvarez Caraballo | Spagna                        | 2:11.86 | 6        | 3      |             |
| 10   | Glenn Snyders                | Nuova Zelanda                 | 2:12.38 | 5        | 7      |             |
| 11   | Neil Versfeld                | Sudafrica                     | 2:12.54 | 8        | 2      |             |
| 12   | Laurent Carnol               | Lussemburgo                   | 2:12.56 | 6        | 2      |             |
| 13   | Lennart Stekelenburg         | Paesi Bassi                   | 2:12.69 | 6        | 6      |             |
| 13   | Kyu Woong Choi               | Corea del Sud                 | 2:12.69 | 6        | 7      |             |
| 15   | Naoya Tomita                 | Giappone                      | 2:12.73 | 8        | 4      |             |
| 16   | Akos Molnar                  | Ungheria                      | 2:12.78 | 8        | 7      |             |
| 17   | Chaosheng Huang              | Cina                          | 2:13.02 | 8        | 8      |             |
| 18   | Elliott Keefer               | Stati Uniti                   | 2:13.13 | 7        | 7      |             |
| 19   | Igor Borysik                 | Ucraina                       | 2:13.17 | 5        | 4      |             |
| 20   | Maksym Shemberev             | Ucraina                       | 2:13.18 | 8        | 1      |             |
| 21   | Brenton Rickard              | Australia                     | 2:13.51 | 7        | 5      |             |
| 22   | Ruipeng Xue                  | Cina                          | 2:13.54 | 7        | 1      |             |
| 23   | Hugues Duboscq               | Francia                       | 2:13.56 | 8        | 6      |             |
| 24   | Slawomir Kuczko              | Polonia                       | 2:13.75 | 5        | 6      |             |
| 25   | Jakob Sveinsson              | Islanda                       | 2:13.84 | 5        | 1      |             |
| 26   | Craig Calder                 | Australia                     | 2:13.90 | 6        | 1      |             |
| 27   | Andrew Dickens               | Canada                        | 2:14.36 | 5        | 5      |             |
| 28   | Nuttapong Ketin              | Thailandia                    | 2:14.68 | 4        | 6      |             |
| 29   | Carlos Almeida               | Portogallo                    | 2:14.86 | 4        | 5      |             |
| 30   | Anton Lobanov                | Russia                        | 2:14.99 | 7        | 2      |             |
| 31   | Jorge Murillo                | Colombia                      | 2:15.41 | 4        | 1      |             |
| 32   | Hunor Mate                   | Austria                       | 2:15.45 | 5        | 3      |             |
| 33   | Vladislav Polyakov           | Kazakistan                    | 2:15.70 | 7        | 8      |             |
| 34   | Tomas Klobucnik              | Slovacchia                    | 2:16.53 | 3        | 3      |             |
| 35   | Mattia Pesce                 | Italia                        | 2:16.67 | 4        | 4      |             |
| 36   | Edgar Crespo                 | Panama                        | 2:17.38 | 3        | 4      |             |
| 37   | Sofiane Daid                 | Algeria                       | 2:18.32 | 4        | 7      |             |
| 38   | Irakli Bolkvadze             | Georgia                       | 2:18.42 | 3        | 7      |             |
| 39   | Martti Aljand                | Estonia                       | 2:18.65 | 4        | 2      |             |
| 40   | David Oliver Mercado         | Messico                       | 2:18.72 | 4        | 3      |             |
| 41   | Indra Gunawan                | Indonesia                     | 2:18.89 | 4        | 8      |             |
| 42   | Azad Albarazi                | Siria                         | 2:19.71 | 3        | 2      |             |
| 43   | Aleksandrov Dmitrii          | Kirghizistan                  | 2:21.51 | 3        | 5      |             |
| 44   | Pedro Pinotes                | Angola                        | 2:21.65 | 3        | 8      |             |
| 45   | Juan Guerra                  | El Salvador                   | 2:22.82 | 3        | 6      |             |
| 46   | Eli Ebenezer Wong            | Isole Marianne Settentrionali | 2:23.35 | 2        | 3      |             |
| 47   | Genaro Britez                | Paraguay                      | 2:23.78 | 2        | 4      |             |
| 48   | Timothy Ferris               | Zimbabwe                      | 2:23.96 | 3        | 1      |             |
| 49   | Jordy Groters                | Aruba                         | 2:24.60 | 2        | 5      |             |
| 50   | Wael Koubrousli              | Libano                        | 2:27.08 | 2        | 7      |             |
| 51   | Diguan Pigot                 | Suriname                      | 2:27.71 | 2        | 6      |             |
| 52   | Benjamin Schulte             | Guam                          | 2:28.21 | 1        | 5      |             |
| 53   | Andrew Rutherfurd            | Bolivia                       | 2:30.78 | 1        | 4      |             |
| 54   | Tarco Liobet                 | Bolivia                       | 2:30.98 | 2        | 2      |             |
| 55   | T. Mamitina Ramanantsoa      | Madagascar                    | 2:35.35 | 1        | 3      |             |
| -    | Panagiōtīs Samilidīs         | Grecia                        |         | 5        | 8      | non partito |
| -    | Alexander Dale Oen           | Norvegia                      |         | 6        | 5      | non partito |

## Semifinali
| Pos. | Atleta                       | Nazionalità   | Batteria | Corsia | Tempo   | Note |
| ---- | ---------------------------- | ------------- | -------- | ------ | ------- | ---- |
| 1    | Kōsuke Kitajima              | Giappone      | 1        | 3      | 2:08.81 |      |
| 2    | Dániel Gyurta                | Ungheria      | 1        | 5      | 2:08.92 |      |
| 3    | Christian Vom Lehn           | Germania      | 1        | 4      | 2:09.44 |      |
| 4    | Eric Shanteau                | Stati Uniti   | 2        | 5      | 2:10.03 |      |
| 5    | Andrew Willis                | Regno Unito   | 1        | 6      | 2:10.49 |      |
| 6    | Michael Jamieson             | Regno Unito   | 2        | 3      | 2:10.54 |      |
| 7    | Kyu Woong Choi               | Corea del Sud | 1        | 1      | 2:11.27 |      |
| 8    | Giedrius Titenis             | Lituania      | 2        | 4      | 2:11.43 |      |
| 9    | Mike Brown                   | Canada        | 2        | 6      | 2:11.63 |      |
| 10   | Glenn Snyders                | Nuova Zelanda | 1        | 2      | 2:11.68 |      |
| 11   | Lennart Stekelenburg         | Paesi Bassi   | 2        | 1      | 2:11.72 |      |
| 12   | Naoya Tomita                 | Giappone      | 2        | 8      | 2:11.98 |      |
| 13   | Akos Molnar                  | Ungheria      | 1        | 8      | 2:12.07 |      |
| 14   | Melquíades Álvarez Caraballo | Spagna        | 2        | 2      | 2:12.15 |      |
| 15   | Laurent Carnol               | Lussemburgo   | 1        | 7      | 2:12.23 |      |
| 16   | Neil Versfeld                | Sudafrica     | 2        | 7      | 2:12.32 |      |

## Finale
| Pos. | Atleta             | Nazionalità   | Tempo   | Corsia | Note |
| ---- | ------------------ | ------------- | ------- | ------ | ---- |
|      | Dániel Gyurta      | Ungheria      | 2:08.41 | 5      |      |
|      | Kōsuke Kitajima    | Giappone      | 2:08.63 | 4      |      |
|      | Christian Vom Lehn | Germania      | 2:09.06 | 3      |      |
| 4    | Eric Shanteau      | Stati Uniti   | 2:09.28 | 6      |      |
| 5    | Michael Jamieson   | Regno Unito   | 2:10.67 | 7      |      |
| 6    | Giedrius Titenis   | Lituania      | 2:11.07 | 8      |      |
| 7    | Kyu Woong Choi     | Corea del Sud | 2:11.17 | 1      |      |
| 8    | Andrew Willis      | Regno Unito   | 2:11.29 | 2      |      |